# Kapaklı, Armutlu
Kapaklı là một xã thuộc huyện Armutlu, tỉnh Yalova, Thổ Nhĩ Kỳ. Dân số thời điểm năm 2010 là 833 người.